# Xenofobie
Xenofobie je projev chování, který spočívá v nedůvěře, odporu a nepřátelství ke všemu cizímu. Vedle lidských jedinců je pozorována i u dalších živočichů. Je to forma strachu ze všeho neznámého, především z cizinců a všeho cizího (tedy z projevů odlišných kultur, zemí, náboženství, apod.), respektive všeho, co přichází z ciziny, případně co je (co pochází) mimo vlastní sociální útvar (skupinu, podnik, kmen, národ, stát apod.)
Slovo xenofobie pochází z řečtiny (ξενοφοβία) a skládá se ze dvou částí: xénos (ξένος) znamená cizí, příchozí, cizinec, ale také najatý, námezdný a fobos (φόβος) znamená strach, bázeň, úzkost. V překladu tedy xenofobie značí strach z cizinců spojený s pocitem ohrožení a nedůvěry. Xenofobní chování je založeno na rasových, etnických, kulturních a náboženských předsudcích. V souladu s tím by neměly být jako xenofobie označovány postoje, založené na skutečných vlastnostech toho, co obavy vyvolává, na zkušenosti a faktech o tom, čeho se obáváme. Přesto se tak tento pojem často nepřesně používá.[ve zdroji nenalezeno]
Do jisté míry může být xenofobie přirozeným projevem. Obavu z cizích můžeme u člověka pozorovat již na kojencích ve věku od tří měsíců.
Jde o společenskovědní termín na pomezí oblasti psychologie (neboť jde o individuální psychický stav) a sociologie (neboť má vážně společenské důsledky). Xenofobie je často spojována s různými formami rasismu jako jejich původce. Z psychologického hlediska nejde o klasickou fobii. Jejím opakem xenofilie neboli přehnaná, často neurotická záliba ve všem, co je cizí.

## Příčiny xenofobie
Xenofobie je spojena se silným heterostereotypem (způsob posuzování jiných na základě tradice své etnické či národnostní menšiny či obecněji vlastní společenské skupiny) a tím i autostereotypem (způsob posuzování své vlastní etnické či národnostní menšiny). Z těchto zkreslení pohledu na realitu pak vychází konkrétní společenské předsudky, tedy zakořeněné, ale nespolehlivě zdůvodněné (či zcela neověřené) názory a postoje, většinou negativního rázu. Tato stanoviska si jedinec osvojuje vlivem prostředí či je přejímá od vnější autority. Člověk tedy může mít strach z cizinců, přistěhovalců nebo příslušníků jiné rasy či kultury, aniž by se někdy s někým takovým setkal. Tento strach pak obecněji pramení z nedostatku objektivních informací a z generalizovaných zpráv o všem, co je cizí a co nás zdánlivě ohrožuje.
V praxi je pak xenofobie často uměle živena a podporována různými ideologiemi a propagandistickými akcemi, případně z nich přímo vyrůstá, pokud není sama původcem.

## Xenofobie vs. rasismus
Xenofobie však není totožná s pojmem rasismus. Rasismus je založen především na fyzických odlišnostech, jako jsou barva pleti, obličejové rysy, vlasy aj. Naopak xenofobie tkví především na nedůvěře v cizince, která souvisí prvotně například s příslušností k určité národnosti, komunitě či skupině a až druhotně si uvědomujeme fyzické odlišnosti onoho cizího člověka. 
Xenofobie však může přejít v tzv. xenoagresi – chorobnému strachu a nenávisti, když se naplní následující kroky:
- „Cizí“ už nebereme jen jako „my“ a „oni“, konflikt přechází do „my“ proti „nim“.
- Dalším krokem je generalizace; celé skupiny jsou ocejchovány stejným způsobem (např. Romové, sudetští Němci, Ukrajinci, Rusové).
- Třetí krok je ideologizace; díky tomu se veškeré dřívější obavy a předsudky stanou ospravedlněnými.[7] A takto právě vzniká rasismus.

## Xenofobie vs. etnocentrismus
S pojmem xenofobie souvisí i termín etnocentrismus, který může být jednou z  příčin vzniku xenofobního chování. Etnocentrismus lze definovat jako vědomé či nevědomé přesvědčení o vlastní nadřazenosti nad ostatními rasami, kulturami a komunitami. Xenofobie tedy působí jako logický doplněk etnocentrismu, ale není vázaná výhradně na etnicitu.

## Xenofobie z psychologické perspektivy
Výše uvedené platí o xenofobii jako dlouhodobém postoji. Z psychologického hlediska lze však také nahlížet strach z neznámého jako reflexivní automatickou reakci organismu. Některé pokusy empirické psychologie nasvědčují tomu, že strach z neznámého je geneticky zakořeněný a evolučně vzniklý přirozený obranný mechanismus.
Jedním z těchto pokusů je například výzkum australského psychologa Ricka van der Zwana. Ten s týmem spolupracovníků vytvořil proměnlivý světélkující obrys lidské postavy. Čím více postava vzdálená v šerosvitu znázorňovala muže, tím více měli dobrovolníci obou pohlaví pocit, že se přibližuje. Čím více postava připomínala ženu, tím více se vzdalovala. Toto smyslové zkreslení je připisováno evolučnímu vývoji, neboť střet s neznámým mužem znamená nebezpečí (na rozdíl od střetu s neznámou ženou) a chvilkový poplach je daní za připravenost. To také vysvětluje, proč je xenofobie častější vůči jedincům, kteří se odlišují fyziognomií (v českém prostředí především Romové či Vietnamci).
V tomto obecnějším smyslu lze také xenofobii definovat nejen jako strach, ale jako nadměrný strach z neznámého. Pokud tedy mluvíme o prvotní příčině xenofobie jako takové, je sporné a dosud empiricky neověřené, zda je xenofobie plodem specifických heterostereotypů, nebo zda heterostereotypy jsou důsledkem xenofobie, i když pravděpodobnější se zdá být první možnost.

## Vnější projevy a společenské důsledky
Xenofobie je základem různých druhů a forem nenávisti (rasismus, antisemitismus) nebo šovinismu, nacionalismu, fašismu apod. Projevuje se různými formami a v různé intenzitě (písemné a mluvené projevy, fyzické napadání, šarvátky až fyzická likvidace).
Rozdíl mezi xenofobií a rasismem lze obecně popsat tak, že xenofobie představuje reakci vůči cizincům (jakkoliv definovaným), zatímco rasismus je reakcí na rodovou skupinu (jakkoliv definovanou). Je také nejníže položenou základnou problémů minorit a jejich napětí vůči většinové společnosti, pramení z ní pronásledování cizinců a stojí v pozadí vytváření segregovaných území. Xenofobie a její projevy vzrůstají v období, kdy se sociální útvary ocitají v sociální, ekonomické či politické krizi nebo kritické situaci. Cizí, tudíž subjektivně prožívané jako nebezpečné, se stává obětním beránkem jakožto snadno definovatelný domnělý původce buď současných nebo v budoucnu větších nesnází.

## Konceptmyaoni
V sociologii je xenofobie spojena s konceptem my a oni. Ono my znamená podle Erica Hobsbawma například Francouzi, Němci, popřípadě příslušníci politicky definovaných regionů, jako například Lombarďané. Ovšem my jsme odlišní od nich, kteří k nám přicházejí, my jsme totiž „praví“ Francouzi, Němci či Britové. „Pravost“ se pozná podle původu a délky usazení. Oni jsou odlišní a ne my. Nejčastěji se liší jazykem, barvou kůže a dalšími fyzickými znaky. Opozice „my a oni“ slouží podle Zygmunta Baumana k rozlišení mezi mým benevolentním a dobře smýšlejícím národem a jeho agresivními, zlými a neustále intrikujícími sousedy. Naplněním dalších kroků se může xenofobie rozvinout až v xenoagresi (přechod z my a oni na my kontra oni; generalizace a ocejchování celé skupiny; ideologizace – konkrétně ospravedlňování negativních pudů).

## Xenofobie v ČR ve výzkumech veřejného mínění
Míru xenofobie v České republice dokládají výzkumy CVVM (Centrum pro výzkum veřejného mínění). Češi považují cizince spíše za zátěž a riziko, netolerují příliš jejich odlišnost od sebe samých a požadují od nich asimilaci s českým prostředím. Přes to všechno ale v České republice není etnicky napjatá situace. Rozdíly v názorech se projevují především podle životní úrovně domácnosti respondentů a osobní zkušenosti s cizinci. Podle výzkumu prováděného v březnu 2013 48 % občanů soudilo, že v České republice žije příliš mnoho cizinců. Že je cizinců v ČR přiměřeně, soudilo 43 % veřejnosti. Toto rozložení názorů se významně neliší od let 2010–2012. Od roku 2009 zřetelně klesl (o devět procentních bodů) podíl respondentů, kteří hodnotili množství cizinců v ČR jako přílišné.

### Vztah Čechů k cizincům

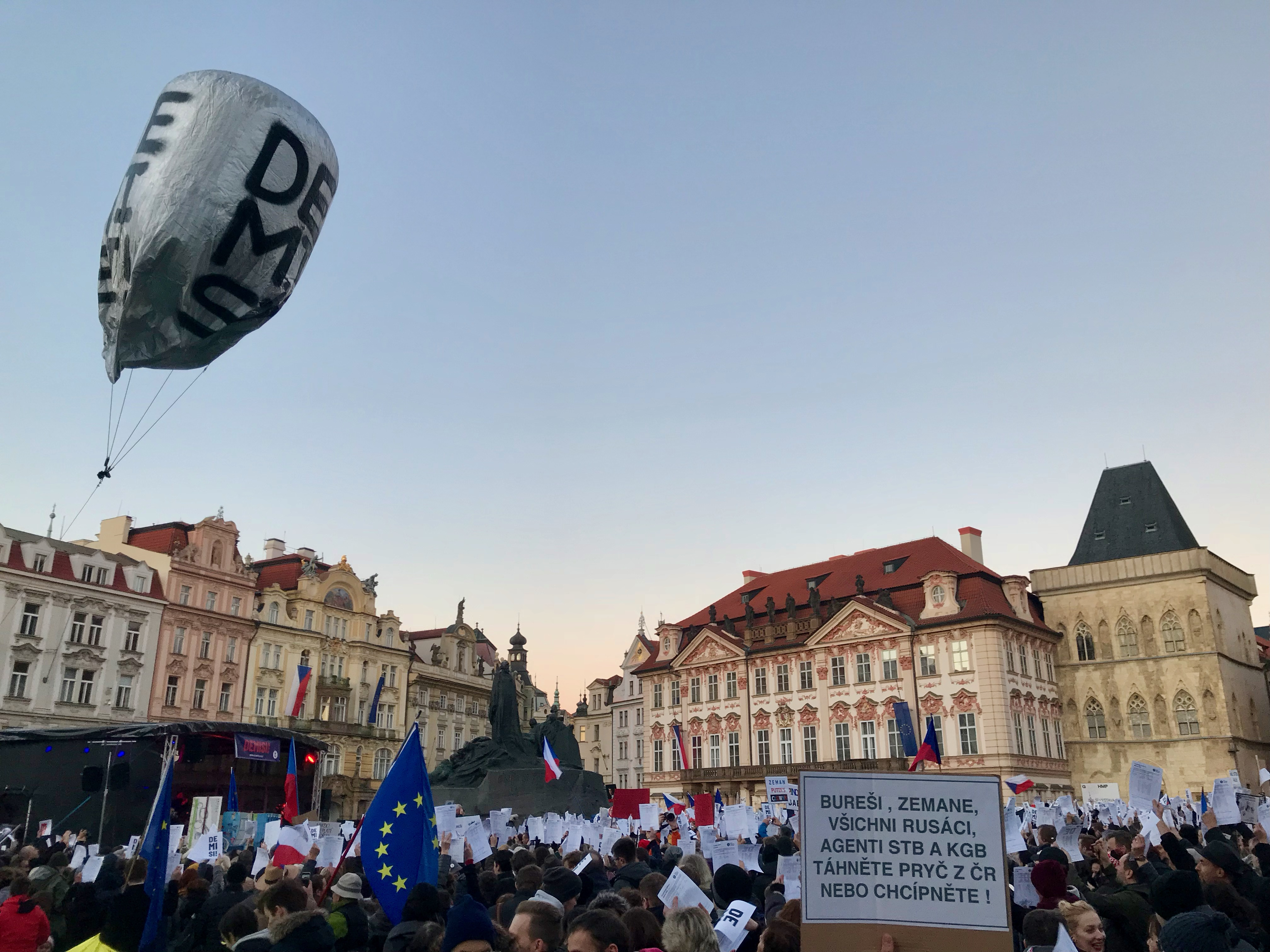
Protiruský nápis na demonstraci v Praze 17. listopadu 2018

Výzkum prováděný v březnu 2018 ukázal, že Češi projevují největší sympatie ke Slovákům, další v pořadí jsou Poláci. Jako nesympatické označila většina respondentů Rumuny, Albánce a Araby. Výrazně nejhorší vztah mají občané k Romům, vůči nimž nesympatie vyjádřilo 78 % dotázaných. Řeky označilo 38 % dotázaných za sympatické, 14 % za nesympatické, Židy označilo 30 % dotázaných za sympatické, 16 % za nesympatické, Němce označilo 34 % dotázaných za sympatické, 25 % za nesympatické, Vietnamce označilo 37 % dotázaných za sympatické, 21 % za nesympatické, Rusy označilo 25 % dotázaných za sympatické, 34 % za nesympatické a Ukrajince označilo 21 % dotázaných za sympatické a 39 % za nesympatické.

### Rizika vnímaná ve spojitosti s cizinci
Podle výzkumu CVVM z listopadu 2013 týkajícího se bezpečnostních rizik pro Českou republiku představující cizinci žijící v ČR velkou hrozbu pro 23 % respondentů a malou hrozbu pro 55 % respondentů. U těchto hodnot převládá v průběhu let stoupající tendence. Lidé se obávají zvyšování celkové nezaměstnanosti, nárůstu kriminality a zdravotního rizika. Od roku 2012 se zvýšilo negativní hodnocení problémovosti cizinců o 4 procentní body. V roce 2013 se 58 % dotázaných domnívalo, že cizinci, kteří se přistěhovali v posledních letech do České republiky, představují riziko. Co se týče rozdílů v názorech z hlediska sociodemografických charakteristik, názor, že cizinci problém nepředstavují, převažuje u lidí s dobrou životní úrovní, u sympatizantů politické pravice a u těch, kteří mají přátele nebo známé mezi cizinci žijícími dlouhodobě v ČR. Jako problém vnímají cizince častěji lidé z větších měst.

### Postoj k zaměstnávání cizinců
V rámci šetření prováděného v březnu 2013 zkoumalo CVVM názory české veřejnosti na to, jak by se mělo přistupovat k zaměstnávání cizinců. 43 % obyvatel považuje zaměstnávání cizinců za nesprávné. Těch, kteří se přiklánějí k tomuto názoru, za poslední roky mírně přibývá. Výzkum také ukázal, že podpora zaměstnávání cizinců roste se stupněm dokončeného vzdělání a se zlepšujícím se hodnocením životní úrovně domácnosti respondenta. 81 % občanů se kloní k názoru, že cizí levná pracovní síla ohrožuje současné zaměstnávání českých občanů, a u 79 % občanů převažuje mínění, že zaměstnávání cizinců by se mělo omezit v oblastech s vysokou nezaměstnaností. 69 % si myslí, že by se měli cizinci zaměstnávat jen v profesích, o které čeští uchazeči o práci nemají zájem.

### Vztah k Romům
CVVM (Centrum pro výzkum veřejného mínění) se v rámci šetření (Romové a soužití s nimi očima české veřejnosti) prováděného v dubnu 2013 zabývalo otázkou vzájemného soužití romské menšiny s ostatními obyvateli ČR. Z výsledků průzkumu veřejného mínění plyne, že soužití Romů a ostatních obyvatel je výraznou většinou veřejnosti vnímáno jako problematické. Za špatné je označilo 87 %, z toho 36 % dokonce za „velmi špatné“. Pouze 9 % respondentů hodnotí soužití jako dobré. 4% dotázaných na otázku odpověděla, že neví. Oproti roku 2012 se hodnocení soužití Romů a neromské většiny v ČR zhoršilo. Podíl příznivého hodnocení poklesl a podíl nepříznivého hodnocení vzrostl o pět procentních bodů. (Průzkum v roce 2012: příznivé hodnocení 14 %; nepříznivé hodnocení 82 %) Hodnocení z roku 2013 je nejhorší za dobu provádění výzkumu. Výzkum se poprvé prováděl roku 1997. Srovnatelné s výsledky z roku 2013 jsou výsledky z roku 2009 (tehdy označilo soužití za špatné 85 % respondentů, za dobré 10 %).

### Vztah k Vietnamcům
Vietnamská komunita je třetí největší komunita v České republice. Dle výzkumu Českého statistického úřadu z roku 2010 žije v České republice kolem 60 tisíc legálně přistěhovalých Vietnamců. Vysoký počet Vietnamců v České republice je důsledkem dlouhodobého procesu migrace, který započal již v 50. letech 20. století, v rámci utužování vztahu tehdejší ČSSR a Vietnamské demokratické republiky.
Přestože Vietnamci patří mezi cizince již s nejdelším pobytem v České republice, stále jsou v očích české společnosti vystavováni xenofobnímu chování a jejich integrace se doposud zcela nepodařila. Dle českého sociologa Ivana Gabala souvisí odmítavý postoj vůči vietnamské komunitě především se silně odmítavým postojem české společnosti vůči cizincům a migraci vůbec. Podle názoru Ivana Gabala z roku 1999 se cizinci dělí do třech kategorií, přičemž Vietnamci společně s např. Araby, Číňany, Afričany aj. patří do takzvané skupiny nejcizejších cizinců, tedy skupiny, která je pro českou společnost nejméně kulturně přijatelná.
Dle tiskové zprávy Sociologického ústavu AV ČR, týkající se vztahů Čechů k národnostním menšinám žijících v ČR z března 2014, se postavení Vietnamců v české společnosti mění. Jejich přítomnost v ČR není brána tolik negativně, ale na žebříčku oblíbenosti vůči cizincům jejich postavení stoupá. Tedy dle výzkumu z března 2014 je vztah Čechů k Vietnamcům spíše neutrální (ani sympatičtí, ani nesympatičtí).
Xenofobní chování české společnosti vůči vietnamské komunitě je dáno i faktem, že samotní Vietnamci jsou velice uzavřená komunita, která do svých komunit nenechává nahlédnout. Přestože žijí v České republice, jejich styky s českou společností jsou leckdy minimální. Lpí se na dodržování tradic a zvyků. Dále pak se Vietnamci stýkají především mezi sebou, vytvářejí si svá centra, kde se shromažďují (největší vietnamská tržnice TTTM Sapa) a jejich schopnost hovořit česky je většinově velice slabá, což v očích české společnosti může vyvolávat pocit neochoty se přizpůsobit.
Jiná situace je u mladší generace Vietnamců, kteří jsou leckdy více sžití s českým prostředím, protože se v ČR narodili nebo zde žijí dlouho a podařilo se jim se do české společnosti začlenit.
Důležitou roli při bourání předsudků a integraci vietnamské menšiny hrají neziskové organizace. Ty například realizují kurzy češtiny, asistenci při obcházení českých úřadů, podporu kulturních aktivit a jiné činnosti. Například organizace Klub Hanoi, Česko-vietnamská aj.

### Vztah k migrantům

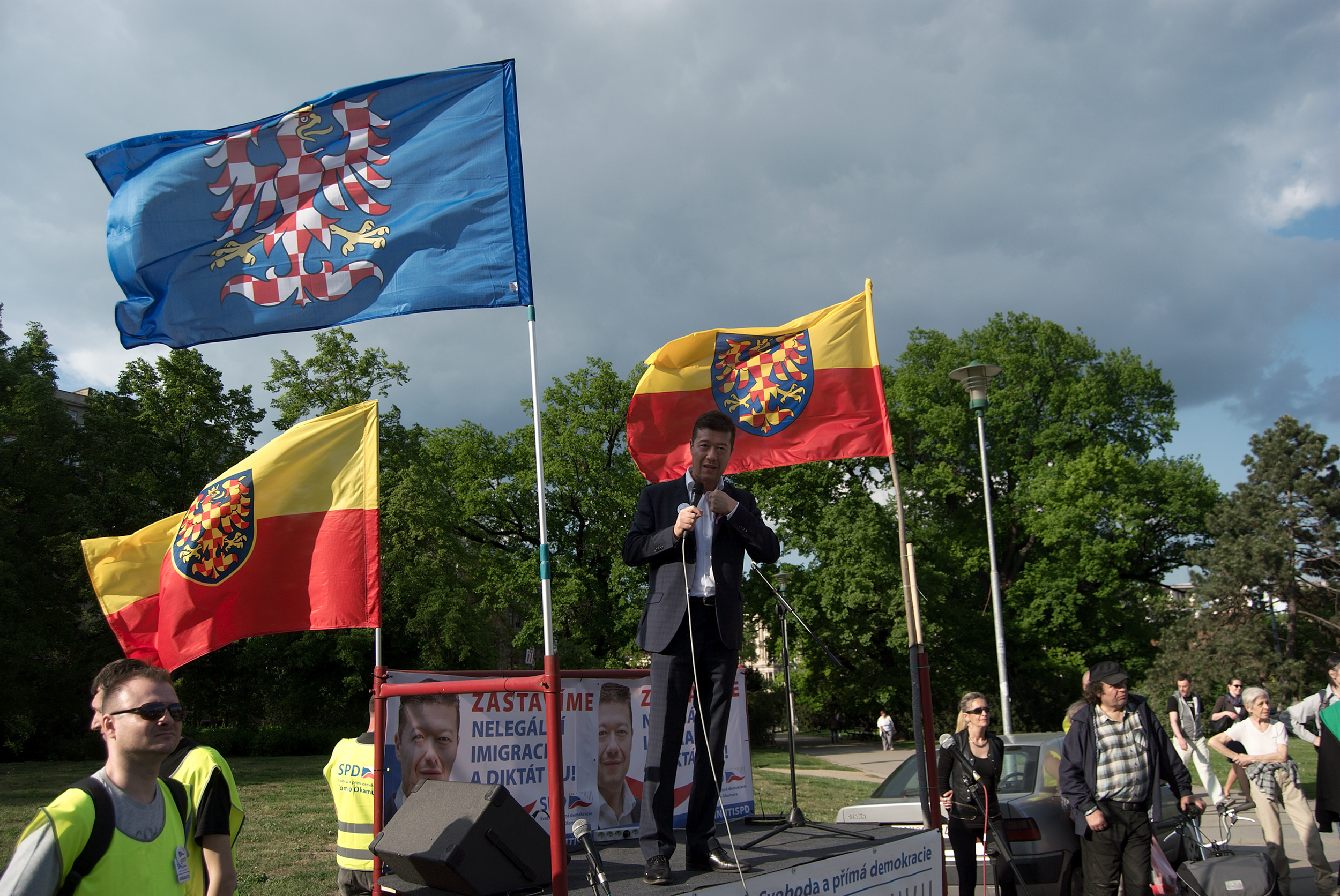
Tomio Okamura na demonstraci v Brně 11. května 2016

Vědecký tým Jiřího Horáčka a Ladislava Kesnera z Národního ústavu duševního zdraví v reakci na migrační krizi v roce 2015 a zkoumal extrémní (pozitivní a negativní) postoje lidí k migrantům. Ke zjištění byly použity postojové dotazníky, zavedené a validizované osobnostní dotazníky a dotazníky na neuroticismus a k monitoringu aktivity emočních center mozku magnetická nukleární rezonance. Psycholog Cyril Höschl popsal výsledek experimentu jako překvapivý, neboť se krom jiného zjistilo, že u těch, kteří migranty odmítají, nejde o přímou xenofobii (ve smyslu strachu z neznámého), jelikož na pozadí není strach, ale názor (viz xenoagrese).

## Pokusy o řešení
Ministerstvo školství, mládeže a tělovýchovy České republiky se snaží propagovat multikulturní výchovu jako prevenci proti rasismu a xenofobii. Cílem projektu je vytvořit a podpořit zavedení vzdělávacího materiálu, který vhodným způsobem rozvíjí a doplňuje výuku multikulturního vzdělávání na školách. Projekt byl zahájen 1. 7. 2009 a ukončen 31. 12. 2011. Napříč 3 kraji bylo zapojeno 18 škol a organizací pracujících s dětmi a mládeží ve volném čase. Součástí tohoto programu bylo vytvoření příruček a e-learningových modulů, které se šíří po školách, a konání různých seminářů.